# Crypsithyrodes spectatrix
Crypsithyrodes spectatrix är en fjärilsart som beskrevs av Edward Meyrick 1911. Crypsithyrodes spectatrix ingår i släktet Crypsithyrodes och familjen äkta malar. Inga underarter finns listade i Catalogue of Life.